# Jan Krátký
Jan Krátký (25. dubna 1889 Pouchov – 24. ledna 1974 Hradec Králové) byl český a československý politik Komunistické strany Československa, poúnorový poslanec Národního shromáždění ČSR.

## Biografie
Původní profesí byl dělníkem, slévačem. Za první světové války musel narukovat do armády. Bojoval na srbské, později na ruské frontě Tam padl roku 1915 do zajetí. Od roku 1917 působil v československých legiích. V roce 1918 přešel do Rudé armády a bojoval s ní u Charkova. Následně ho zatkli českoslovenští legionáři a věznili ho v Omsku, odkud utekl zpět k Rudé armádě. Bojoval v rudoarmějském partyzánském oddílu v regionu Irkutska. Vstoupil do Československé komunistické skupiny (strany) na Rusi. Roku 1920 se vrátil do vlasti a nastoupil jako dělník do pobočky koncernu Škodových závodů v Hradci Králové. V období let 1926–1938 byl aktivní v krajském výboru KSČ v Hradci Králové a v užším krajském vedení strany. Působil rovněž v rudých odborech. V rodném Pouchově zasedal za KSČ v obecním zastupitelstvu.
Počátkem nacistické okupace byl zatčen a po pět týdnů vyšetřován. V pozdějším období měl napojení na odbojovou skupinu Jiřího Purkyně. Po válce se opět zapojil do politického života. Pracoval jako předseda závodního výboru ROH v Závodech Vítězného února v Hradci Králové. I. sjezd ROH v Praze roku 1946 ho zvolil do Ústřední rady odborů. V roce 1948 se uvádí jako slévárenský dělník a předseda krajské odborové rady, bytem Kukleny. Během únorového převratu roku 1948 vedl východočeskou delegaci na prokomunistický sjezd závodních rad a odborových organizací. V období let 1949–1953 byl funkcionářem krajského výboru.
Po volbách roku 1948 byl zvolen do Národního shromáždění za KSČ ve volebním kraji Hradec Králové. Mandát nabyl až dodatečně v říjnu 1952 jako náhradník poté, co rezignovala poslankyně Jarmila Taussigová-Potůčková. V parlamentu zasedal až do konce funkčního období, tedy do voleb v roce 1954. Od roku 1955 pracoval jako podnikový archivář v n. p. Závody Vítězného února. Byl mu udělen Řád práce. Zemřel v lednu 1974.